# Mike Mignola
Mike Mignola, född 16 september 1960 i Berkeley, Kalifornien, USA är en amerikansk serieskapare.
Mike Mignola började sin karriär på Marvel Comics där han bland annat tecknade Daredevil. Senare började Mignola även arbeta för DC Comics där han bland annat arbetade med Batman.
I början på 1990-talet sökte sig Mignola till serieförlaget Dark Horse Comics där bland annat arbetade med serieversionen av Bram Stoker's Dracula.
1993 gjorde Mignolas egen skapelse Hellboy debut.
Mignola har på senare tid mer koncentrerat sig på att skriva seriemanus medan andra tecknar den.
Mignola deltog som assisterande producent till filmerna Hellboy och Hellboy II: The Golden Army. Till Hellboy II: The Golden Army skrev han manuset tillsammans med Guillermo del Toro.